# Hetum I. Kilikijski
Hetum I. (armensko Հեթում Ա, latinizirano: Hetum A) je bil od leta 1226 do 1270 kralj Armenske Kilikije, znane tudi kot Mala Armenija, * 1213, † 21. oktober 1270. 
Bil je sin Konstantina Baberonskega (umrl 1263) in kneginje Aliks Pahlavuni Lampronske in ustanovitelj dinastije Hetumidov. Dinastija je dobila ime po njem in je znana tudi kot Lampronska dinastija. 
Potem ko je sprejel suverenost Mongolskega cesarstva, je Hetum odpotoval na mongolski dvor v Karakorum v Mongoliji. Potovanje je opisano v Zgodovini Armenije, ki jo je napisal njegov spremljevalec, zgodovinar Kirakos Gandzakeci. Hetum se je povezal z Mongoli  v boju proti muslimanskim Mamelukom in spodbujal tudi druge križarske države, naj storijo enako.

## Armensko-mongolski odnosi
Hetum I. je bil pomemben akter v političnih bojih in spreminjajočih se zavezništvih križarskih držav, saj so imeli Armenci vezi z vsemi stranmi. Najbolj povezani so bili z Evropejci. Med Hetumovo vladavino je postalo zaskrbljujoče hitro rastoče Mongolsko cesarstvo. Ko je mongolski poveljnik Bajdžu Nojan napadel Sultanat Rum, je seldžuški sultan Kejhusrev II. prosil Hetuma na pomoč. Soočen z notranjimi nesoglasji glede vojne in verjetno zaradi občutka, da so Mongoli večja grožnja, je Hetum s pomočjo odlašal in Kejhusrevova vojska je ostala brez armenske podpore. Potem ko so Mongoli pri Kösedağu močno porazili Seldžuke in se približali mejam Kapadokije in Kilikije, se je Hetum leta 1244 strateško odločil, da sprejme Mongole za svoje suverene. Svojega brata Smpada je poslal na mongolski dvor v Karakorum, kjer se je Smpad srečal  z velikim kanom Gujukom in leta 1247 sklenil uradni sporazum, po katerem bi Kilikijska Armenija veljala za vazalno državo Mongolskega cesarstva.
Leta 1245 so Kilikijo napadli Seldžuki. Napad je sprožila Hetumova odločitev, da Bajdžuju izroči ženo in hčer sultana Kejhusreva, ki sta se po seldžuškem porazu pri Kösedağu zatekli na njegov dvor. Seldžukom je pomagal Hetumov nezvest vazal Konstantin Lampronski. Kejhusrevu je uspelo zavzeti le nekaj utrdb, potem pa so ga Mongoli nekaj leta kasneje prisilili, da jih je vrnil. Konstantin je bil leta 1250 ujet in usmrčen. 
Leta 1254 je Hetum sam odpotoval v Mongolijo, da bi obnovil sporazum. S seboj je prinesel veliko razkošnih daril in se srečal z Gujujovim bratrancem Möngke kanom. Poročilo o njegovem potovanju je zapisal član Hetumovega spremstva Kirakos Gandzakeci kot Potovanja Hetuma, pobožnega kralja Armencev, k Batuju in Mangu kanu v 58. poglavju svoje Zgodovine Armenije. Poročilo je bilo kasneje prevedeno v ruščino, francoščino, angleščino in kitajščino. Pripoved je pomembna zaradi opisa mongolske, budistične in kitajske kulture, geografije in divjih živali. 
Na poti domov je Hetum potoval skozi Samarkand in severni Iran in obiskal mongolskega voditelja Bajdžuja.
Hetum je močno spodbujal frankovske vladarje, naj sledijo njegovemu zgledu in sprejmejo mongolsko suverenost. Edini, ki je to storil, je bil njegov zet Bohemond VI. Antioški okoli leta 1259. Armenske čete so se pridružile mongolski vojski,  ki je leta 1258 zavzela Bagdad. Armenci in antioški križarji so v mongolski vojski pod Hulegujem sodelovali tudi pri obleganju Alepa in osvojitvi Damaska leta 1260. Zgodovinski zapisi, ki citirajo spise srednjeveškega zgodovinarja Templarja iz Tira, pogosto dramatično opisujejo Hetuma, Bohemonda in mongolskega generala Ketbugo, ki so skupaj zmagoslavno vstopili v Damask. Sodobni zgodovinarji to zgodbo štejejo za apokrifno.
Septembra 1260 so egiptovski Mameluki premagali Mongole v zgodovinski bitki pri Ain Džalutu ter jih pregnali čez reko Evfrat. Mongoli so Sirijo ponovno zavzeli v letih 1299–1300, vendar so jo obdžali le nekaj mesecev. 

## Upokojitev
V zadnjih letih Hetumove vladavine je bilo njegovo kraljestvo, predvsem zaradi Hetumove podpore Mongolom, pod vse večjim pritiskom Mamelukov iz Egipta. Mameluki pod Bajbarsovim poveljstvom so leta 1266 napadli Kilikijo. Številčno mnogo šibkejši Armenci napada niso vzdržali in bili v bitki pri Mariju poraženi. Hetumov sin Toros je bil v bitki ubit, sin Leon pa ujet in zaprt. Po zmagi so Mameluki napadli mesta Adana, Tarz in Ajas in izropali in požgali prestolnico Sis. Več tisoč Armencev je bilo ubitih, 40.000 pa ujetih. Hetum je sina odkupil z odstopom svojega ozemlja. Maja 1268 so Bajbarsovi Egipčani zavzeli Kneževino Antiohijo, pobili njene prebivalce in uničili vse njene cerkve. 
Hetum je leta 1270 odstopil v korist svojega sina Leona II. in preostanek življenja preživel v samostanu kot menih.

## Družina
Hetumov oče Konstantin je bil regent mlade kilikijske kraljice Izabele. Izabela je bila poročena s Filipom (1222–1225), sinom Bohemonda IV. Antiohijskega.  Konstantin je ukazal Filipa odstraniti in nato  prisilil Izabelo, da se je 14. junija 1226 poročila z njegovim sinom Hetumom, s čimer je Hetum postal njen sovladar. Par je imel šest otrok: 
- Leona II. Kilikijskega (umrl 1289)
- Torosa, ki je padel v bitki pri Mariju leta 1266
- Sibilo (umrla 1290), poročeno z Bohemondom VI. Antiohijskim[5]
- Evfemijo (umrla 1309), poročeno z Julijanom Grenierjem Sidonskim[5]
- Rito, poročeno s Konstantinom Servantikarjem[5]
- Marijo, poročeno z Gvidom Ibelinskim, sinom ciprskega senešala Baldvina Ibelinskega